# Шенимениј
Шенимениј (фр. Cheniménil) насеље је и општина у североисточној Француској у региону Лорена, у департману Вогези која припада префектури Епинал.
По подацима из 2011. године у општини је живело 1157 становника, а густина насељености је износила 124,68 становника/km². Општина се простире на површини од 9,28 km². Налази се на средњој надморској висини од 374 метара (максималној 617 m, а минималној 362 m).

## Демографија
| 1962. | 1968. | 1975. | 1982. | 1990. | 1999. | 2011. |
| ----- | ----- | ----- | ----- | ----- | ----- | ----- |
| 1.247 | 1.195 | 1.145 | 1.182 | 1.131 | 1.231 | 1.157 |

График промене броја становника у току последњих година